# چیکایوکی موچیزوکی
چیکایوکی موچیزوکی (انگلیسی: Chikayuki Mochizuki؛ زادهٔ ۲۰ مهٔ ۱۹۷۲) بازیکن فوتبال اهل ژاپن است.